# Adrian Mifsud
Adrian Mifsud (Rabat, 11 dicembre 1974) è un ex calciatore maltese, di ruolo attaccante.

## Carriera

### Club
Ha giocato nella massima serie del campionato maltese con varie squadre.

### Nazionale
Con la Nazionale maltese ha giocato 15 partite dal 1999 al 2003.

## Palmarès

### Individuale
- Calciatore maltese dell'anno: 1

2001-2002